# Cư Mta
Cư Mta là một xã thuộc tỉnh Đắk Lắk, Việt Nam.
Xã Cư Mta có diện tích 52,36 km², dân số năm 1999 là 5.391 người, mật độ dân số đạt 103 người/km².